# Championnats d'Europe de biathlon 1995
Navigation
1994 1996
Les championnats d'Europe de biathlon 1995, deuxième édition des championnats d'Europe de biathlon, ont lieu en 1995 au Grand-Bornand, en France.

## Tableau des médailles
| Rang  | Pays        | Or | Argent | Bronze | Ensemble |
| ----- | ----------- | -- | ------ | ------ | -------- |
| 1     | France      | 3  | 1      | 2      | 6        |
| 2     | Biélorussie | 3  | 1      | 1      | 5        |
| 3     | Allemagne   | 0  | 2      | 2      | 4        |
| 4     | Norvège     | 0  | 2      | 1      | 3        |
| Total | Total       | 6  | 6      | 6      | 18       |

| Rang  | Athlètes multi-médaillés | Or | Argent | Bronze | Ensemble |
| ----- | ------------------------ | -- | ------ | ------ | -------- |
| 1     | Corinne Niogret          | 2  | 0      | 0      | 2        |
| "     | Igor Khokhriakov         | 2  | 0      | 0      | 2        |
| 3     | Alexandr Popov           | 1  | 1      | 0      | 2        |
| 4     | Anne Briand-Bouthiaux    | 1  | 0      | 1      | 2        |
| 5     | Nina Lemesh              | 0  | 1      | 1      | 2        |
| Total | Total                    | 6  | 2      | 2      | 10       |

## Résultats et podiums

### Hommes
| Épreuves   | Or                                                                                  | Argent                                                                       | Bronze                                                                   |
| ---------- | ----------------------------------------------------------------------------------- | ---------------------------------------------------------------------------- | ------------------------------------------------------------------------ |
| Individuel | Igor Khokhriakov                                                                    | Aleksandr Popov                                                              | Holger Schonthier                                                        |
| Sprint     | Raphaël Poirée                                                                      | Gilles Marguet                                                               | Oleg Ryjenkov                                                            |
| Relais     | Biélorussie - Igor Khokhriakov - Aleksandr Popov - Oleg Ryjenkov - Vadim Sachourine | Allemagne - Rene Konig - Lars Krauzer - Markus Ouappik - Marco Morgenschtern | Ukraine - Ruslan Lysenko - Valentyn Dzyma - Roman Zvonkov - Taras Dolniy |

### Femmes
| Épreuves   | Or                                                                         | Argent                                                                 | Bronze                                                     |
| ---------- | -------------------------------------------------------------------------- | ---------------------------------------------------------------------- | ---------------------------------------------------------- |
| Individuel | Svetlana Paramyguina                                                       | Nina Lemesh                                                            | Emmanuelle Claret                                          |
| Sprint     | Corinne Niogret                                                            | Katrin Apel                                                            | Anne Briand-Bouthiaux                                      |
| Relais     | France - Anne Briand-Bouthiaux - Florence Baverel-Robert - Corinne Niogret | Ukraine - Valentina Tserbe-Nessina - Nina Lemesh - Tetyana Vodopyanova | Allemagne - Martina Zellner - Steffi Kindt - Kathi Schwaab |